# Grebs-Niendorf
Grebs-Niendorf település Németországban, Mecklenburg-Elő-Pomeránia tartományban. Lakosainak száma 539 fő (2023. december 31.).

## Népesség
A település népességének változása:
| Lakosok száma | 553  | 540  | 539  | 548  | 539  |
|               | 2017 | 2019 | 2021 | 2022 | 2023 |